# Caridina lamiana
Caridina lamiana е вид десетоного от семейство Atyidae.

## Разпространение и местообитание
Видът е разпространен в Мадагаскар.
Обитава сладководни басейни и потоци.